# 広島県道45号三次大和線
広島県道45号三次大和線（ひろしまけんどう45ごう みよしだいわせん）は、広島県三次市三若町から同三原市大和町萩原（はいばら）を結ぶ県道（主要地方道）である。

## 概要

### 路線データ
- 起点：広島県三次市三若町（国道375号交点）
- 終点：広島県三原市大和町萩原（国道432号交点）
- 実延長：約26.398 km（これに加え旧道が1.163 km存在[1]。

## 歴史
- 1993年（平成5年）5月11日 - 建設省から、県道三次世羅西線の一部・県道椋梨世羅西線の一部・県道三和大和線の一部が三次大和線として主要地方道に指定される[2]。
- 1994年（平成6年） - 広島県道160号三次世羅西線の大部分と広島県道346号椋梨世羅西線の一部をもって、成立した比較的新しい路線。三次市内で急勾配のヘアピンカーブがあったり、3度の左右折を行うなどの経路上の特徴がある。なお、道幅は全区間で2車線が確保されており、また案内看板も交差点には設置されている。

## 路線状況

### 重複区間
- 広島県道56号府中世羅三和線（世羅郡世羅町下津田 地内）
- 広島県道28号吉舎豊栄線（世羅郡世羅町小国 地内）
- 広島県道161号三和大和線（三原市大和町蔵宗 地内）

## 地理

### 通過する自治体
- 三次市
- 世羅郡世羅町
- 三原市

### 交差する道路
| 交差する道路                                               | 市町村名 | 市町村名 | 交差する場所           | 交差する場所 |
| ---------------------------------------------------------- | -------- | -------- | ---------------------- | ------------ |
| 国道375号 広島県道440号羽出庭三良坂線 重複                 | 三次市   | 三次市   | 三若町                 | 起点         |
| 広島県道56号府中世羅三和線 重複区間起点                    | 世羅郡   | 世羅町   | 下津田                 |              |
| 広島県道56号府中世羅三和線 重複区間終点                    | 世羅郡   | 世羅町   | 下津田                 |              |
| 広島県道28号吉舎豊栄線 重複区間起点                        | 世羅郡   | 世羅町   | 小国                   |              |
| 広島県道28号吉舎豊栄線 重複区間終点 広島県道52号世羅甲田線 | 世羅郡   | 世羅町   | 小国                   | 小国南交差点 |
| 広島県道161号三和大和線 重複区間起点                       | 三原市   | 三原市   | 大和町蔵宗             |              |
| 広島県道161号三和大和線 重複区間終点                       | 三原市   | 三原市   | 大和町蔵宗             |              |
| 国道432号                                                  | 三原市   | 三原市   | 大和町萩原（はいばら） | 終点         |